# Erwin Kreuz

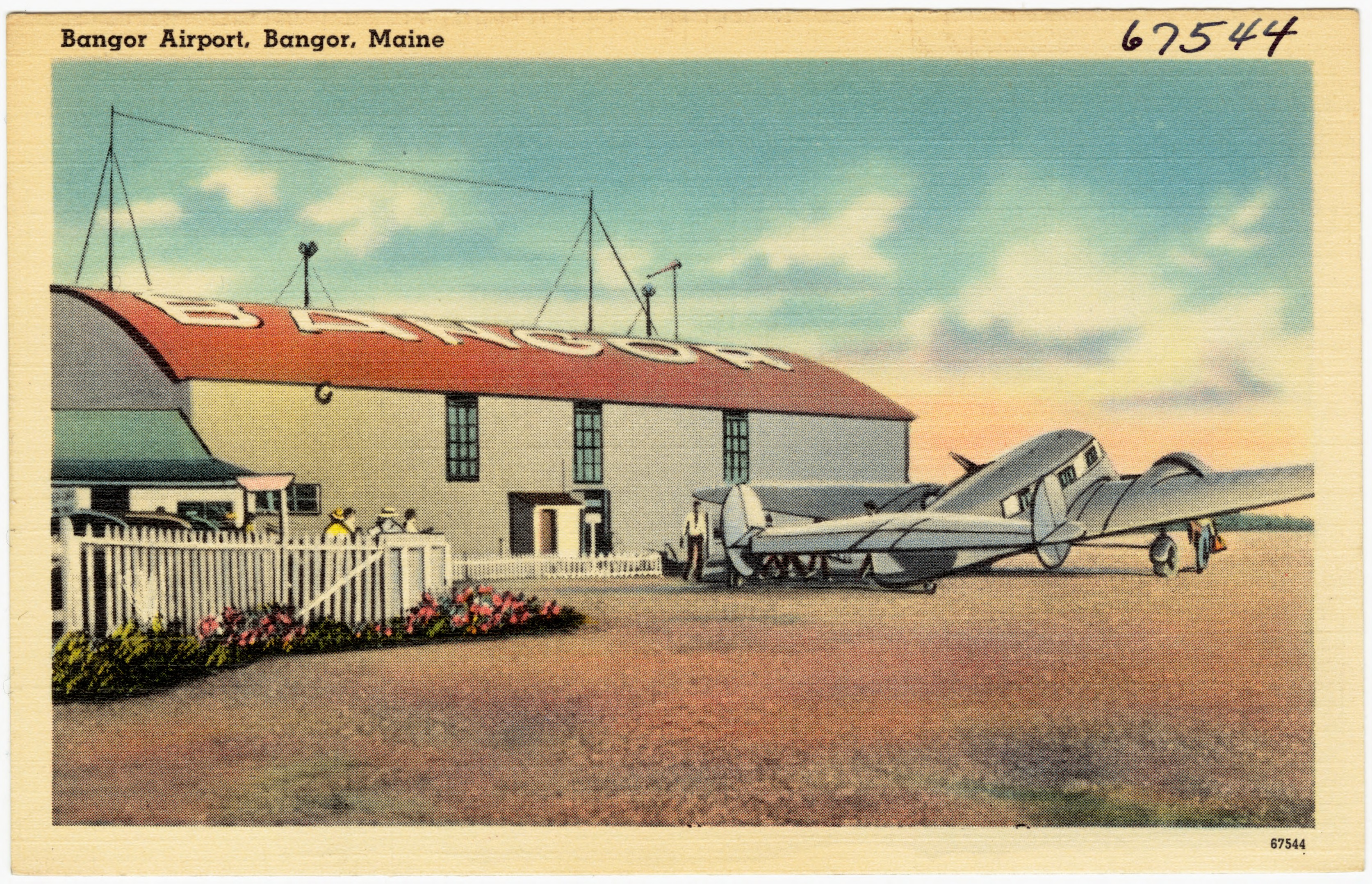
Aeroporto di Bangor (cartolina)

Erwin Kreuz (23 ottobre 1927 – 2010) fu un turista della Germania Ovest che, arrivato negli Stati Uniti per visitare San Francisco in California, sbarcò per sbaglio nello scalo intermedio dell'aeroporto di Bangor nel Maine visitandone per giorni la città convinto di essere a San Francisco. Il fatto rese noto Kreuz e la sua storia divenne esempio classico di un viaggiatore che non raggiunge la destinazione prevista, venendo successivamente citato nelle guide turistiche e ispirando anche un'opera di narrativa e una canzone.

## Storia

### Il primo viaggio (1977)

Il Golden Gate, il ponte nella baia di San Francisco che Erwin Kreuz cercò per vari giorni mentre era ancora a Bangor, nel Maine

Kreuz, operaio di un birrificio di un villaggio vicino ad Augusta in Baviera, non parlava inglese e - ad eccezione di un precedente viaggio di un giorno in Svizzera - non aveva mai viaggiato all'estero quando s'imbarcò su un volo charter World Airways dalla Germania a San Francisco nell'ottobre 1977. L'aereo si fermò all'aeroporto internazionale di Bangor per operare rifornimento e consentire ai passeggeri di effettuare la registrazione presso la dogana statunitense prima del reimbarco. Poiché un assistente di volo gli augurò una piacevole visita a San Francisco (in quanto, avendo terminato il suo turno, non lo avrebbe più rivisto) Kreuz credette erroneamente di essere arrivato in California, e prese un taxi per raggiungere la città (in realtà, Bangor). Giunto in centro, per quattro giorni, cercò invano il Golden Gate Bridge e altri monumenti di San Francisco; l'unica immagine che risuonava con la sua precedente visione della città di San Francisco erano i due ristoranti cinesi locali. Concluse di essere in un sobborgo della metropoli, e si rese conto del suo errore solo quando un tassista in qualche modo gli comunicò, in risposta alla sua richiesta di essere portato a San Francisco, che si trattava di un viaggio di circa 3 000 miglia. Finì in un ristorante a tema tedesco nella vicina Old Town la cui proprietaria tedesca, Gertrude Romine fu la prima ad ascoltare la sua storia e a dargli un quadro completo di dove si trovava. I Romine gli trovarono una stanza d'albergo nella vicina città di Milford mentre cercavano di capire cosa fare. La sua storia fu ripresa dalla stampa locale e successivamente da quella nazionale.

#### La reazione di Bangor e la celebrità locale
La gente di Bangor fu così scioccata e divertita dal fatto che la città fosse stata scambiata per San Francisco che nei dieci giorni successivi Kreuz si trasformò in una vera e propria celebrità locale. Fu ospite d'onore a un evento dell'Oktoberfest sponsorizzato dalla Camera di Commercio, venne nominato membro onorario della tribù indiana Penobscot e del Rotary Club di Old Town, ricevette le chiavi della città e volò ad Augusta, capitale del Maine, per incontrare il Governatore e il Segretario di Stato. Il 50º compleanno di Kreuz fu celebrato con una festa di gala svoltasi, su sua richiesta, in un ristorante McDonald's (gli è stato anche permesso di girare gli hamburger). Un circolo crescente di "amici" locali organizzò per lui viaggi turistici in tutta la regione, dove ovunque venne accompagnato dalla stampa locale. In tutte le testimonianze dell'epoca Kreuz venne descritto come impressionato, grato e affascinato. Ricevette anche tre inviti di matrimonio e una coppia nella città di St. Francis, nel Maine settentrionale, gli regalò un acro di terra.

#### Kreuz come giornalista bi-nazionale e celebrità di San Francisco
La vicenda di Kreuz fu riportata sulla rivista Time, dall'Associated Press e su Today Show della NBC, dove il presentatore Tom Brokaw lodò i cittadini di Bangor per esser stati dei padroni di casa così accoglienti. Le riviste Stern e Der Spiegel raccontarono la sua storia al pubblico della Germania occidentale. La gente di San Francisco era ugualmente divertita e il San Francisco Examiner pagò il viaggio per portare Kreuz nella loro città, dove gli fu data una dose ancora più ampia di trattamento da celebrità. Il sindaco George Moscone gli diede le chiavi della città, Kreuz fu festeggiato a Chinatown e ricevette una standing ovation quando fu invitato a entrare sul ring del Cow Palace (dove gli venne regalato un cappello da cowboy bianco, dopo aver già ricevuto un copricapo indiano nel Maine).
Kreuz fortunatamente aveva il senso dell'umorismo. Disse a Moscone di bere 17 birre al giorno e quando finalmente si imbarcò su un volo di ritorno per la Germania Ovest, posò con un enorme cartello (fornito da World Airways) che diceva in inglese e tedesco "per favore, lasciatemi andare a Francoforte".

### Il secondo viaggio a Bangor (1978)
Kreuz tornò a Bangor esattamente un anno dopo (nell'ottobre 1978) per una visita di un mese, gentilmente offerta della società Equitable Life Assurance, per officiare alla cerimonia inaugurale del nuovo Bangor Mall. Era il primo centro commerciale che aveva mai visto. Il viaggio ha cementato (e capitalizzato) lo status di celebrità / giornalista di Kreuz, ottenendo quasi la stessa pubblicità per Kreuz (e il Mall) quanto l'incidente dell'anno precedente.
Lo status di celebrità persistente di Kreuz gli costò tuttavia il lavoro in Germania. Il birrificio che lo aveva assunto tentò inizialmente di usare la sua vicenda per propri scopi promozionali, ma si innervosì quando Kreuz chiese un risarcimento oltre il suo stipendio da operaio e apprese da un'intervista con la stampa della Germania occidentale che Kreuz aveva fatto l'ammissione - spontanea, ma ingenua - di aver bevuto birra di una marca concorrente. La sua assenza di un mese per promuovere un centro commerciale americano (e durante la stagione dell'Oktoberfest) è stata probabilmente l'ultimo atto che portò al licenziamento, dopo 9 anni e mezzo di lavoro, dal suo impegno, quando ritornò il mese successivo.

### Il terzo viaggio a Bangor (1979)
Kreuz tornò a Bangor per la terza e ultima volta all'inizio del 1979, in quell'occasione a sue spese, e fu accolto tiepidamente. Sperando di scambiare in qualche modo la sua celebrità con un lavoro, ed emigrare definitivamente a Bangor, rimase deluso quando l'unica offerta che ricevette fu una posizione da addetto alla pulizie presso il Bangor Mall. Prima di tornare in Germania occidentale a un futuro incerto, rilasciò un'intervista al Bangor Daily News in cui affermò di non essere amareggiato ma comunque "grato'' per l'unica offerta di lavoro e per la gentilezza da parte di estranei, ma che quel terzo viaggio a Bangor era stato un errore. Non tornò mai più negli Stati Uniti, ma pagò fedelmente la tassa annuale sul suo piccolo appezzamento di terreno nel Nord del Maine, che veniva ogni anno saldata dal 1984.

## Influenza culturale
La storia di Kreuz è stata raccontata in "Landscapes of America di Bill Harris, vol.2" (1987), in An American Moment (1990) e ha aiutato Dorothea Frede a illustrare un problema di filosofia nella sua tesi presso l'Università di Oxford Platone Two: Ethics, Politics, Religion, and the Soul. Barbara Wilson e Barbara Sjoholm ne hanno fatto la base per un racconto nella loro raccolta del 1988 Miss Venezuela. Il Washington Post ha fatto rivivere l'incidente di Kreuz quando Yusuf Islam (l'ex Cat Stevens ) fu dirottato a Bangor all'indomani paranoico dell'11 settembre. La storia di Kreuz è stata pubblicata anche nella Frommer's Maine Coast Guide fino al 2009. L'ex reporter del New York Times Blake Fleetwood ha ricordato l'incidente di Kreuz in un saggio dell'Huffington Post nel 2007 in cui ha rivelato che errori come quelli di Kreuz sono più comuni di quanto si possa immaginare.
Kreuz è anche il soggetto di una ballata composta dal cantante folk del Maine Wendell Austin.